# Alexander Jacobs
Alexander Jacobs (Londen, 16 november 1927 – Los Angeles, 26 oktober 1979) was een Brits scenarioschrijver en scriptdoctor. Hij is vooral bekend als de schrijver van Amerikaanse misdaadfilms als Point Blank (1967), The Seven-Ups (1973) en French Connection II (1975).

## Carrière
Alexander Jacobs begon in de jaren 1940 in de Britse filmindustrie te werken. Aanvankelijk was hij vooral betrokken bij het promoten en distribueren van films. Daarnaast schreef en regisseerde hij ook voor de Britse televisie. In de jaren 1950 was hij ook betrokken bij de oprichting van de Free Cinema-beweging.
Midden jaren 1960 assisteerde hij producent David Deutsch bij het filmen van de komedie Catch Us If You Can (1965). De film werd geregisseerd door John Boorman, die hem nadien zou inschakelen voor het script van Point Blank (1967). Voor de misdaadfilm, die gebaseerd was om de roman The Hunter, herschreef Jacobs een script van David en Rafe Newhouse. Filmmaker Walter Hill verklaarde later dat Jacobs' script voor Point Blank een grote invloed had op zijn werk. Nadien werkten Jacobs en Boorman ook samen aan de oorlogsfilm Hell in the Pacific (1968).
Gedurende de jaren 1970 schreef Jacobs verschillende Amerikaanse misdaadfilms. Zo werkte hij voor 20th Century Fox mee aan de scripts van de politiefilms The Seven-Ups (1973) en French Connection II (1975).
In 1977 werd hij door Paramount-baas Michael Eisner ook ingeschakeld om, zonder de betrokkenheid van Francis Ford Coppola, een script te schrijven voor de sequel The Godfather Part III (1990). Het was de bedoeling dat de film zich zo'n 25 jaar na de gebeurtenissen in The Godfather Part II (1974) zou afspelen en zou focussen op het leven van Tony Corleone, de zoon van Michael Corleone.

## Filmografie
- Point Blank (1967)
- Hell in the Pacific (1968)
- Sitting Target (1972)
- The Seven-Ups (1973)
- French Connection II (1975)
- An Enemy of the People (1978)

## Nominaties
| Film                           | Categorie                      | Uitslag                        |
| Writers Guild of America Award | Writers Guild of America Award | Writers Guild of America Award |
| ------------------------------ | ------------------------------ | ------------------------------ |
| French Connection II (1975)    | Beste originele scenario       | Genomineerd                    |